# Muhammad Taqi
Muhammad Taqi Aljaafari bin Jahari (Singapore, 25 oktober 1986) is een Singaporees voetbalscheidsrechter. Hij is in dienst van FIFA en AFC sinds 2013. Ook leidt hij sinds 2006 wedstrijden in de S.League.
Op 27 april 2006 leidde Taqi zijn eerste wedstrijd in de Singaporese nationale competitie. Tijdens het duel tussen Geylang United en Balestier Khalsa (2–2) trok de leidsman negenmaal de gele kaart en deelde hij een strafschop uit. In continentaal verband debuteerde hij op 12 maart 2014 tijdens een wedstrijd tussen Guizhou Renhe en Western Sydney Wanderers in de groepsfase van de AFC Champions League; het eindigde in 0–1 en de Singaporese scheidsrechter gaf twee gele kaarten. Zijn eerste interland floot hij al eerder op 2 maart 2013, toen Afghanistan met 1–0 won van Sri Lanka in een vriendschappelijke wedstrijd. Tijdens dit duel gaf Taqi vier gele kaarten.
In mei 2022 werd hij gekozen als een van de videoscheidsrechters die actief zouden zijn op het WK 2022 in Qatar.

## Interlands
| Datum             | Plaats                 | Wedstrijd                                    | Uitslag | Competitie           | Kreeg geel | Kreeg voor de tweede keer geel en dus rood | Weggestuurd |
| ----------------- | ---------------------- | -------------------------------------------- | ------- | -------------------- | ---------- | ------------------------------------------ | ----------- |
| 2 maart 2013      | Vientiane, Laos        | Afghanistan – Sri Lanka                      | 1 – 0   | Vriendschappelijk    | 4          | 0                                          | 0           |
| 6 maart 2013      | Vientiane, Laos        | Sri Lanka – Monaco                           | 3 – 0   | Vriendschappelijk    | 0          | 0                                          | 0           |
| 14 september 2014 | Sidoarjo, Indonesië    | India – Maleisië                             | 2 – 0   | Vriendschappelijk    | 0          | 0                                          | 0           |
| 3 september 2015  | Muscat, Oman           | Oman – Turkmenistan                          | 3 – 1   | WK 2018 kwalificatie | 1          | 0                                          | 0           |
| 8 oktober 2015    | Jeddah, Saoedi-Arabië  | Saoedi-Arabië – Verenigde Arabische Emiraten | 2 – 1   | WK 2018 kwalificatie | 5          | 0                                          | 0           |
| 17 november 2015  | Pyongyang, Noord-Korea | Noord-Korea – Bahrein                        | 2 – 0   | WK 2018 kwalificatie | 2          | 0                                          | 0           |
| 24 maart 2016     | Amman, Jordanië        | Jordanië – Bangladesh                        | 8 – 0   | WK 2018 kwalificatie | 3          | 0                                          | 0           |
| 3 juni 2016       | Qinhuangdao, China     | China – Trinidad en Tobago                   | 4 – 2   | Vriendschappelijk    | 0          | 0                                          | 0           |
| 6 september 2016  | Surakarta, Indonesië   | India – Maleisië                             | 3 – 0   | Vriendschappelijk    | 1          | 0                                          | 0           |
| 6 oktober 2016    | Xi'an, China           | China – Syrië                                | 0 – 1   | WK 2018 kwalificatie | 2          | 0                                          | 0           |
| 15 november 2016  | Saitama, Japan         | Japan – Saoedi-Arabië                        | 2 – 1   | WK 2018 kwalificatie | 4          | 1                                          | 0           |
| 28 maart 2017     | Teheran, Iran          | Iran – China                                 | 1 – 0   | WK 2018 kwalificatie | 5          | 0                                          | 0           |
| 13 juni 2017      | Bangkok, Thailand      | Thailand – Verenigde Arabische Emiraten      | 1 – 1   | WK 2018 kwalificatie | 2          | 0                                          | 0           |
| 5 september 2017  | Tasjkent, Oezbekistan  | Oezbekistan – Zuid-Korea                     | 0 – 0   | WK 2018 kwalificatie | 4          | 0                                          | 0           |
| 12 december 2017  | Chofu, Japan           | Japan – China                                | 2 – 1   | Vriendschappelijk    | 4          | 0                                          | 0           |
| 27 maart 2018     | Basra, Irak            | Irak – Syrië                                 | 1 – 1   | Vriendschappelijk    | 4          | 0                                          | 0           |
| 7 september 2018  | Singapore              | Singapore – Mauritius                        | 1 – 1   | Vriendschappelijk    | 2          | 0                                          | 0           |
| 11 september 2018 | Suita, Japan           | Japan – Costa Rica                           | 3 – 0   | Vriendschappelijk    | 2          | 0                                          | 0           |
| 12 januari 2019   | Abu Dhabi, VAE         | Vietnam – Iran                               | 0 – 2   | AK 2019              | 4          | 0                                          | 0           |
| 22 januari 2019   | Abu Dhabi, VAE         | Qatar – Irak                                 | 1 – 0   | AK 2019              | 7          | 0                                          | 0           |
| 10 september 2019 | Koeweit, Koeweit       | Koeweit – Australië                          | 0 – 3   | WK 2022 kwalificatie | 4          | 0                                          | 0           |
| 10 oktober 2019   | Singapore              | Brazilië – Senegal                           | 1 – 1   | Vriendschappelijk    | 4          | 0                                          | 0           |
| 19 november 2019  | Amman, Jordanië        | Irak – Bahrein                               | 0 – 0   | WK 2022 kwalificatie | 4          | 0                                          | 0           |
| 15 december 2019  | Busan, Zuid-Korea      | Zuid-Korea – China                           | 1 – 0   | Vriendschappelijk    | 3          | 0                                          | 0           |
| 15 juni 2021      | Suzhou, China          | China – Syrië                                | 3 – 1   | WK 2022 kwalificatie | 3          | 0                                          | 0           |
| 23 maart 2022     | Singapore              | Filipijnen – Maleisië                        | 0 – 2   | Vriendschappelijk    | 4          | 0                                          | 0           |
| 28 maart 2023     | Osaka, Japan           | Japan – Colombia                             | 1 – 1   | Vriendschappelijk    | 3          | 0                                          | 0           |
| 20 juni 2023      | Daejeon, Zuid-Korea    | Zuid-Korea – El Salvador                     | 1 – 1   | Vriendschappelijk    | 4          | 0                                          | 0           |
| 11 september 2023 | Nam Định, Vietnam      | Vietnam – Palestina                          | 2 – 0   | Vriendschappelijk    | 4          | 0                                          | 0           |
| 14 januari 2024   | Ar Rayyan, Qatar       | Verenigde Arabische Emiraten – Hongkong      | 3 – 1   | AK 2023              | 3          | 0                                          | 0           |
| 21 maart 2024     | Riyad, Saoedi-Arabië   | Saoedi-Arabië – Tadzjikistan                 | 1 – 0   | WK 2026 kwalificatie | 3          | 0                                          | 0           |
| 2 juni 2024       | Jakarta, Indonesië     | Indonesië – Tanzania                         | 0 – 0   | Vriendschappelijk    | 3          | 0                                          | 0           |
| 10 oktober 2024   | Ar Rayyan, Qatar       | Qatar – Kirgizië                             | 3 – 1   | WK 2026 kwalificatie | 4          | 0                                          | 0           |
| 19 november 2024  | Xiamen, China          | China – Japan                                | 1 – 3   | WK 2026 kwalificatie | 4          | 0                                          | 0           |

Laatst bijgewerkt op 27 november 2024.